# Rasmussen-Enzephalitis
Die Rasmussen-Enzephalitis, auch Rasmussen-Syndrom und im englischen Sprachraum teilweise als Chronic Focal Encephalitis (CFE) bezeichnet, ist eine nach Theodore Rasmussen (1910–2002) benannte progressive Entzündung von Teilen der Großhirnrinde (Cortex cerebri). Die Erkrankung beginnt in einem kleinen Bereich und greift dann auf die angrenzenden Bereiche einer Hirnhemisphäre über. Die gegenüberliegende Hirnhälfte ist in der Regel nicht betroffen. Die Entzündung führt zum Verlust von Nervenzellen mit Narbenbildung und schließlich zu schweren Behinderungen.

## Epidemiologie
Die Erkrankung wird meist bei Kindern unter 10 Jahren diagnostiziert, kann aber auch in der Pubertät oder bei Erwachsenen auftreten. Mit einer Häufigkeit von 1:500.000–1:1.000.000 gehört sie zu den sehr seltenen Erkrankungen.

## Klinisches Erscheinungsbild
Meistens sind die ersten Symptome der Erkrankung fokale epileptische Anfälle, später auch neurologische Defizite wie Hemiparesen, Sehstörungen (Hemianopsie), Sprachstörungen und kognitive Störungen.

## Ursache

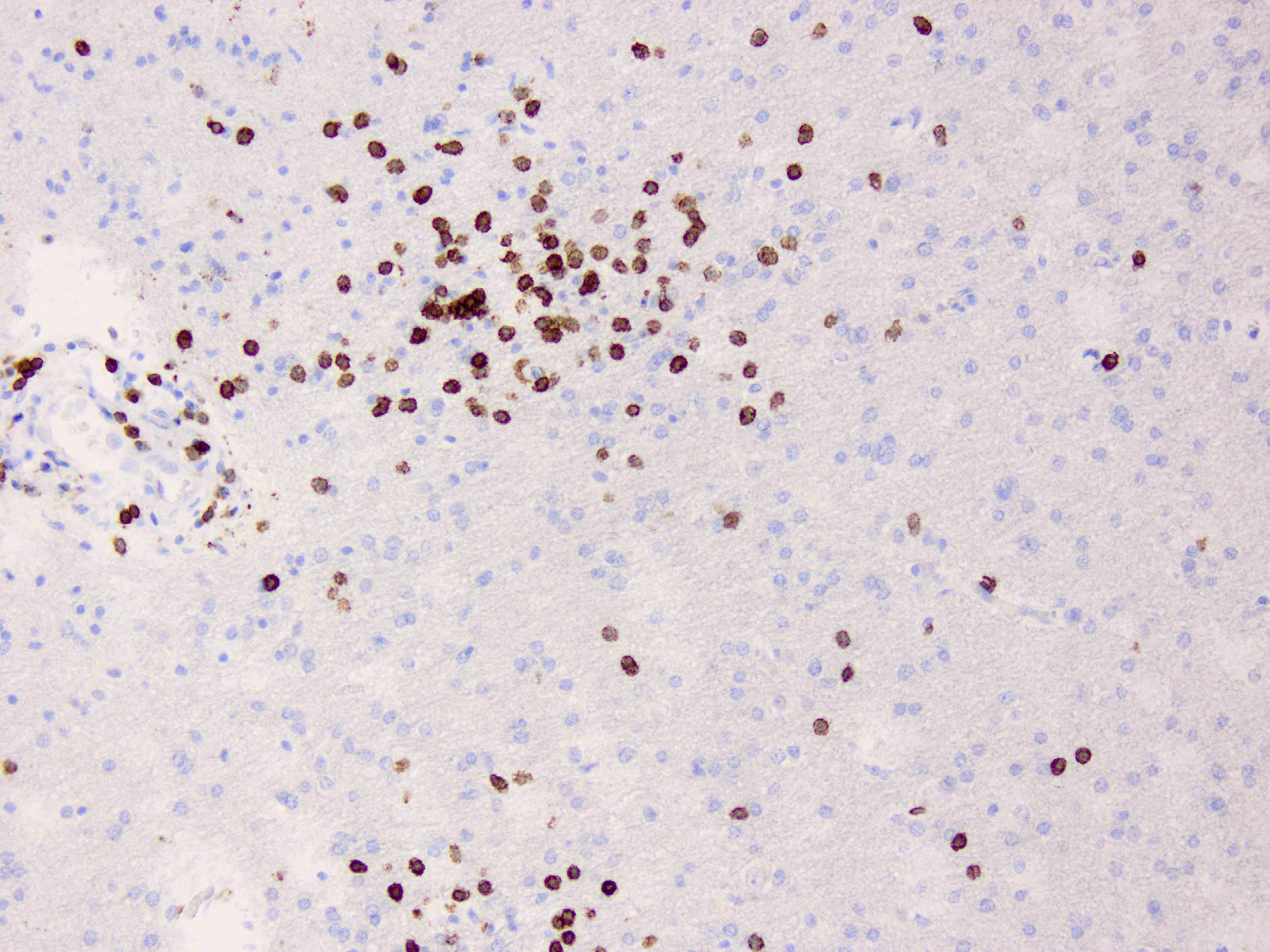
Hirnbiopsie bei Rasmussen-Enzephalitis mit Nachweis zahlreicher zytotoxischer T-Lymphozyten in der immunhistochemischen Färbung für CD8.

Nach einer 2009 veröffentlichten Untersuchung entsteht die Erkrankung durch einen gezielten Angriff des Immunsystems auf bislang unbekannte Strukturen im Gehirn. Dabei scheinen zytotoxische CD8-positive T-Zellklone Nervenzellen und Astrozyten anzugreifen. Unklar ist derzeit, ob es sich bei den auslösenden Strukturen um solche handelt, die zum eigenen Körper gehören oder auch möglicherweise Bestandteile bislang unbekannter Viren sind. Über die Sequenzierung von T-Zell-Rezeptoren aus verschiedenen Kompartimenten konnte gezeigt werden, dass insbesondere CD8-zytotoxische Zellen stark klonal anreichern und teilweise über viele Jahre nachzuweisen sind.

## Behandlung
In einer Reihe von Studien wurden verschiedene, zum Teil auch kombinierte immunsuppressive Behandlungen getestet, eine klare Therapieempfehlung resultierte bislang nicht. In fortgeschrittenen Stadien können hirnchirurgische Eingriffe bis hin zur Hemisphärektomie erfolgen. Die begleitende antiepileptische Behandlung ist oft schwierig und hat keinen Effekt auf das Fortschreiten der ursächlichen Enzephalitis.